# السر في عيونهم
السر في عيونهم (بالإنجليزية: The Secret in Their Eyes)‏ هو فيلم جريمة تم إنتاجه في الأرجنتين سنة 2009. الفيلم من إخراج خوان خوسيه كامبانيلا وكتابة خوان خوسيه كامبانيلا وإدواردو ساشيري. صدر الفيلم بتاريخ 13 أغسطس 2009 وهو من بطولة كلا من ريكاردو دارين وسوليداد فيلاميل وكارلا كيفيدو.

## الممثلون والشخصيات
- ريكاردو دارين (بدور: بنجامين اسبوزيتو)
- سوليداد فيلاميل (بدور: ايرين مينينديز هاستينغز)
- كارلا كيفيدو (بدور: ليليانا كولوتو)
- بابلو راجو (بدور: ريكاردو موراليس)
- خافيير غودينو (بدور: إيزيدورو غوميز)
- باربرا بالادينو (بدور: تشيكا بيروبو)
- غييرمو فرانسيلا (بدور: بابلو ساندوفال)

## القصة
في عام 1999، قرر بنيامين إسبوسيتو، وهو وكيل قضائي متقاعد، أن يكتب رواية عن جريمة قتل حدثت في عام 1974، شارك فيها. حينها يبدأ الفلاش باك.
في يونيو 1974، بدأ إسبوسيتو بالتحقيق في مقتل الشابة ليليانا كولوتو دي موراليس، التي تعرضت للاغتصاب والقتل الوحشي في منزلها في مدينة بوينس آيرس. يعد إسبوسيتو زوجها ريكاردو موراليس بالعثور على القاتل ومنحه عقوبة السجن مدى الحياة. يُساعد إسبوسيتو مساعده المدمن على الكحول وصديقه بابلو ساندوفال ورئيسته إيرين مينينديز هاستينغز التي وصلت حديثًا، وهي امرأة شابة من الدرجة الأولى ورئيسة القسم الجديد. يتهم رومانو، منافس إسبوسيتو، عاملين مهاجرين للتخلص بسرعة من هذه القضية، الأمر الذي أغضب إسبوسيتو عند اكتشافه لتعرضهما للتعذيب للحصول على الاعتراف. يواجه إسبوسيتو رومانو بالمحكمة في نوبة من الغضب.
فجأة، يجد إسبوسيتو تقدمًا بينما كان يشاهد الصور القديمة للشابة المقتولة، وهو ما قدمه له زوجها موراليس: العديد من الصور عرضت رجلاً يدعى إيزيدورو غوميز، يحدق في الضحية بشكل مثير للشك. يقوم إسبوسيتو بالتحقيق مع غوميز ويكتشف أنه يعيش ويعمل في مدينة بوينس آيرس، لكنه لا يستطيع على تحديد مكانه. يتسلل إسبوسيتو وساندوف إلى منزل والدة غوميز في تشيفيلكوي، حيث ولد كل من غوميز والضحية. خلال عملية الاقتحام، وجدوا بعض الرسائل من غوميز إلى والدته. يسرق ساندوفال الرسائل ويكتشف زميله إسبوسيتو ذلك بعد عودتهم إلى بوينس آيرس. بالعودة إلى بوينس آيرس، فإن «زيارتهم» لا تسبب لهم سوى مشاكل مع كبار المسؤولين، حيث يقوم مديرهم بالغضب ويبدأ بالصراخ عليهم في مكتبه. بالإضافة إلى أنهم لم يستطيعوا العثور على أي دليل في الرسائل. إلى جانب ذلك، لا يزال غوميز في حالة هدوء بسبب مكالمة هاتفية غير مبالية من موراليس إلى والدة غوميز، في مسعى يائس لقتله زوجته. بعد كل الأحداث، تم إغلاق التحقيق في جريمة قتل الشابة.
في عام 1975، عثر إسبوسيتو على موراليس في محطة قطار في ريتاريو ويكتشف أنه كان يحاول العثور على غوميز في محطات متعددة. نظرًا لتصميم موراليس وحباً لزوجته الراحلة، تمكن إسبوسيتو من إقناع مينينديز بإعادة فتح التحقيق. في هذه الأثناء، أثناء اكتشافه في الحانة، يقوم ساندوفال باكتشاف ما يلي: يتعرف من أحد معارفه على أسماء متعددة من الكلمات الموجودة في الرسائل، كانت الكلمات من لاعبي كرة قدم في نادي راسينغ. بعد تعريفه على أنه معجب بـ راسينغ، يحضر إسبوسيتو وساندوفال مباراة بين راسينغ وهوراكان، على أمل العثور على غوميز.
بينما يراقب الحاضرون المباراة في استاد هوراكان، يقوم كل من إسبوسيتو وساندوفال بتحديد موقع غوميز بين الجماهير، لكن الهدف المفاجئ يتسبب في فرحة الجماهير ويساعد غوميز على الفرار. تلا ذلك مطاردة طويلة في الملعب ويهرب غوميز، لكن يصادف دخوله إلى الملعب ويلتقطه حراس الأمن في الملعب. ثم استجوباه إسبوسيتو ومينديز بطريقة غير شرعية في المحكمة، حيث تضايقه مينينديز بذكوريته وعدم قدرته على اغتصاب امرأة حتى يعترف بأنه قام باغتصابها. تمت محاكمة غوميز وحكم عليه بالسجن، لكن رومانو أطلق سراحه بعد شهر واحد واستأجره كقاتل متمرّس للحزب اليميني في الحزب البيروني من أجل الانتقام من إسبوسيتو. يحاول كل من إسبوسيتو ومينينديز عكس ذلك، لكنهما توقفا بسبب تدخل رومانو. يُعهد إلى إسبوسيتو المهمة الصعبة المتمثلة في إبلاغ موراليس بأن قاتل زوجته سيظل على حاله، مما يؤدي إلى تدمير الرجل إلى أبعد من ذلك.
بعد أسابيع من ذلك، يسكر ساندوفال ويقاتل مع رجل آخر في الحانة التي يتردد عليها، مما يتسبب في اصطحابه إسبوسيتو من شقته لعدم سماح زوجته بدخول المنزل وهو في حالة سكر. عندما يعود إسبوسيتو مع زوجة ساندوفال، وجدوا الباب مفتوحًا، وانقلبت صوره إسبوسيتو في الغرف ووجودوا ساندوفال مقتول بالرصاص في غرفته وهو ملقى على السرير. سرعان ما يستنتج إسبوسيتو أن رومانو أرسل رجاله بعده ولكن ساندوفال انتحل شخصية إسبوسيتو لحماية صديقه. خوفًا على حياته، ذهب إسبوسيتو إلى المنفى الداخلي لمدة عشر سنوات في مقاطعة خوخوي مع أبناء عمومة منينديز لتجنب رجال رومانو. يعود إسبوسيتو إلى بوينس آيرس في عام 1985 للعثور على غوميز مفقودًا، وقتل رومانو خلال عملية إعادة التنظيم الوطنية وتزوج مينديز ولديه طفلان.
في عام 1999، حاول إسبوسيتو فهم الحالة وزيارة ريكاردو موراليس، الذي انتقل في عام 1975 إلى منزل ريفي معزول في منطقة ريفية في مقاطعة بوينس آيرس. أثناء الزيارة، يناقش كلاهما عدة أحداث في القضية، لكن ريكاردو يفقد السيطرة عندما يسأله بنجامين كيف تعامل مع وفاة زوجته بما أن النهاية كانت غير عادلة. يخبر ريكاردو إسبوسيتو أنه كان قادرًا على خطف إيسيدورو وإطلاق النار عليه في صندوق سيارته، بينما يغادر بنيامين. ومع ذلك، بعد الأفكار العميقة، يوقف إسبوسيتو سيارته ويعود إلى منزل ريكاردو، متذكراً ما قاله له بابلو ساندوفال: «لا يمكن لأحد تغيير شغفهم». يتفهم إسبوسيتو حرص ريكاردو على الحكم على إيسيدورو بالسجن مدى الحياة بدلاً من عقوبة الإعدام، ومن ثم يخلص إلى أنه لن يكون قادرًا على قتل إيسيدورو.
عندما يحل الليل، يجد إسبوسيتو أن ريكاردو يمشي في حظيرة صغيرة بها قطع من الخبز على طبق. ينطلق إسبوسيتو عبر الجزء الخلفي من الباب ويرى ريكاردو وهو يحمل اللوحة إلى زنزانة مظلمة لا يمكن اكتشافها. يخرج رجل محترق من الظلام، وقد تبين أنه إيسيدورو عجوز ومتعثر، ظل ريكاردو حابسه ويغذيه لمدة 25 عامًا دون التحدث إليه. يقترب إيسيدورو من إسبوسيتو ويطالبه بالاتصال الإنساني، لكن ريكاردو الجاد يقول لإسبوسيتو: «لقد وعدتني بالسجن مدى الحياة»، في إشارة إلى وعد الأخير بالعدالة.
مرة أخرى في بوينس آيرس، يزور إسبوسيتو قبر بابلو لأول مرة. ثم يذهب إلى مكتب أيرين مينديز، وهو على استعداد لاعترافه بحبه لها، وهو أمر كانت تتوقعه منه دائمًا. يبتسمون وينتظرون البقاء في المكتب معًا ويغلقون الباب.

## الإنتاج
بعد عودة خوان خوسيه كامبانيلا من الولايات المتحدة الأمريكية إثر انتهائه من إخراج حلقات من مسلسل هاوس، شارك في بطولة الفيلم مع صديقه ريكاردو دارين، الذي سبق وأن شارك في الثلاثة أفلام الأخيرة التي أنتجها كامبانيلا. ويجسد الفيلم الأرجنتين أحداث دارت في منتصف السبعينات. وأدرج في الفيلم تقنيات خاصة عند تصوير لقطات في ملعب نادي هوراكان، التصوير في الملعب استغرقت ثلاثة أشهر قبل الإنتاج وثلاث أشهر للتصوير وتسعة أشهر في مرحلة ما بعد الإنتاج لإدراج التأثيرات الخاصة للمقطع المصور، ولخلق تأثيرات بصرية توحي بامتلاء ملعب بما يقارب 50 ألف مشجع.

### ردود النقاد
تلقى الفيلم مراجعات إيجابية من مختلف النقاد حيث حصل على نسبة 91% على موقع الطماطم الفاسدة بناءً على 133 مراجعة. وحسب موقع Metacritic فقد حصل على مجموع نقاط 80/100.

### ترشيحات وجوائز[4]
| السنة | الحدث                                                  | الفئة                           | النتيجة  |
| ----- | ------------------------------------------------------ | ------------------------------- | -------- |
| 2009  | جائزة الأوسكار                                         | أفضل فيلم أجنبي                 | فـــــوز |
| 2009  | جائزة الأكاديمية البريطانية لفنون السينما والتلفزيون   | أفضل فيلم بغير اللغة الإنجليزية | ترشـيـح  |
| 2009  | جائزة الأكاديمية الأرجنتينية للفنون والعلوم السينمائية | أفضل ممثل                       | فـــــوز |
| 2009  | جائزة الأكاديمية الأرجنتينية للفنون والعلوم السينمائية | أفضل ممثلة                      | فـــــوز |
| 2009  | جائزة الأكاديمية الأرجنتينية للفنون والعلوم السينمائية | أفضل إخراج فني                  | فـــــوز |
| 2009  | جائزة الأكاديمية الأرجنتينية للفنون والعلوم السينمائية | أفضل تصوير سينمائي              | فـــــوز |
| 2009  | جائزة الأكاديمية الأرجنتينية للفنون والعلوم السينمائية | أفضل إخراج                      | فـــــوز |
| 2009  | جائزة الأكاديمية الأرجنتينية للفنون والعلوم السينمائية | أفضل موسيقى                     | فـــــوز |
| 2009  | جائزة الأكاديمية الأرجنتينية للفنون والعلوم السينمائية | أفضل ممثل جديد                  | فـــــوز |
| 2009  | جائزة الأكاديمية الأرجنتينية للفنون والعلوم السينمائية | أفضل صوت                        | فـــــوز |
| 2009  | جائزة الأكاديمية الأرجنتينية للفنون والعلوم السينمائية | أفضل ممثل مساعد                 | فـــــوز |
| 2009  | جائزة الأكاديمية الأرجنتينية للفنون والعلوم السينمائية | أفضل فيلم                       | فـــــوز |
| 2009  | جائزة رابطة كتاب السينما الإسبانية                     | أفضل ممثل                       | فـــــوز |
| 2009  | جائزة رابطة كتاب السينما الإسبانية                     | أفضل ممثل مساعد                 | فـــــوز |
| 2009  | جائزة رابطة كتاب السينما الإسبانية                     | أفضل تصوير سينمائي              | فـــــوز |
| 2009  | جائزة رابطة كتاب السينما الإسبانية                     | أفضل فيلم                       | ترشـيـح  |

## الميزانية والإيرادات
بلغت تكلفة إنتاج الفيلم حوالي مليوني دولار بينما حقق أرباحا تقدر بـ 33,965,279 (Worldwide) دولار.

## ردود الفعل
لاقى الفيلم عند عرضه لأول مرة في الأرجنتين نجاحًا كبيرًا، وأشاد به النقاد في مهرجان سان سباستيان الإسباني.

## وصلات خارجية
- الموقع الرسمي (بالإسبانية)
- الموقع الرسمي
- السر في عيونهم على موقع IMDb (الإنجليزية)
- السر في عيونهم على موقع ميتاكريتيك (الإنجليزية)
- السر في عيونهم على موقع روتن توميتوز (الإنجليزية)
- السر في عيونهم على موقع نتفليكس (الإنجليزية)
- السر في عيونهم على موقع ألو سيني (الفرنسية)
- السر في عيونهم على موقع أول موفي (الإنجليزية)
- السر في عيونهم على موقع بوكس أوفيس موجو (الإنجليزية)
- السر في عيونهم على موقع فيلمافينيتي (الإسبانية)
- السر في عيونهم على موقع قاعدة بيانات الأفلام السويدية (السويدية)
- السر في عيونهم على موقع قاعدة بيانات الفيلم (الإنجليزية)
- السر في عيونهم على موقع أول موفي.